# Urban Gaubisch

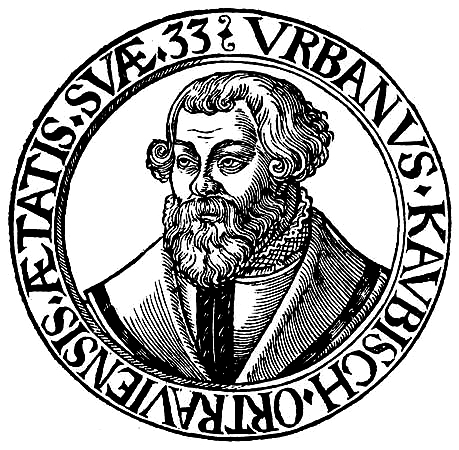
Urban Gaubisch, um 1560

Urban Gaubisch (* 1527 in Ortrand; † 2. Januar 1612 in Eisleben) war ein deutscher Buchdrucker.

## Leben
Urban Gaubisch wurde in der heute im südlichen Brandenburg gelegenen Stadt Ortrand als Sohn des Alexius Gaubisch geboren. Seine Mutter Ursula war die Tochter des Ortrander Ratsherren Johann Parix. Nach dem frühen Tod seines Vaters kam er in ein Augustinerkloster in Großenhain. Im Jahre 1539 floh er mit weiteren Ordensbrüdern aus dem Kloster und machte die Bekanntschaft mit Martin Luther, durch den er nach Leipzig kam. Luther hatte ihm hier eine Lehrstelle in der renommierten Druckerei von Jacob Bärwald vermittelt und Gaubisch erlernte schließlich das Handwerk des Buchdrucks.
Nachdem er einige Jahre Leipzig verlassen und seine Wanderjahre absolviert hatte, kehrte er im Jahre 1551 in die Stadt zurück und heiratete Margarethe Niedersteter, die Schwägerin Bärwalds. Er verblieb bis zum Jahre 1555 in Leipzig und ging hier seinem Handwerk nach. Schließlich eröffnete er auf Einladung des Grafen von Mansfeld in Eisleben eine eigene Druckerei. Aufgrund seiner Verwandtschaft zu Bärwald genoss die junge Druckerei bald einen recht guten Ruf. Verwandtschaftliche Beziehungen gab es außerdem zum in Wittenberg ansässigen Buchhändler Bartel Vogel. Da seine Frau Margarethe bald darauf starb, verehelichte sich Gaubisch im Jahre 1566 mit Barbara, der Tochter des Simon Gaßmann, einem Ratsherrn zu Ortrand.
Seine Buchdruckerei in Eisleben konnte sich bald etablieren. Dabei wirkte er in Funktionseinheit als Drucker und Verleger. Hier druckte Gaubisch unter anderem die beiden ersten Teile der Gesamtausgabe von Luthers Schriften (1564, 1565) sowie im Jahre 1566 die erste Ausgabe von Luthers Tischreden. Weitere Autoren, die er veröffentlichte, waren Christoph Irenäus (1522–1595), Philipp Melanchthon (1497–1560), Cyriacus Spangenberg (1528–1604), Martin Chemnitz (1522–1586), Joachim Westphal (1510–1574) und Tilemann Hesshus (1527–1588). Oft handelte es sich um geistliche Schriften. Aber auch weltliche Druckereierzeugnisse fertigte er, so etwa eine Feuerordnung für den Magistrat der Stadt Eisleben. Sie machten allerdings nur einen Bruchteil des Gesamtwerks aus. Viele der Veröffentlichungen erschienen in zweiter oder dritter Auflage, einige hatten sogar noch mehr Auflagen zu verzeichnen.
Um 1576 eröffnete Gaubisch in Halle an der Saale eine Filiale seiner Druckerei, die er allerdings wenige Jahre später wieder aufgab. Zu seinen Lebzeiten erschienen in den beiden Druckereien in Eisleben und Halle weit über 100 Drucke zeitgenössischer Autoren.

## Familie
Aus den beiden Ehen Gaubischs gingen neun Söhne und vier Töchter hervor. Auch sein Sohn Jakob Gaubisch (1563–1616) wurde Buchdrucker und übernahm im Jahre 1600 die Bärwaldsche Buchdruckerei in Leipzig. Ferner war dieser an der väterlichen Buchdruckerei in Eisleben beteiligt, welche er schließlich übernahm und weiterführte.

## Werke (Auswahl)
- Christoph Irenäus: Abdruck/ Eines schrecklichen Zornzeichens..., Eisleben, 1564 (Flugschrift)
- Martin Luther: Allerley Christliche/ nœtige vnd nuetzliche vnterrichtungen von den letzten Hendeln der Welt/ Als: Vom Juengsten tage/ vnd wie man sich dazu bereiten sol./ Vom Sterben./ Von aufferstehung der Todten./ Vom juengsten Gericht./ Vom Himel vnd ewigen Leben./ Von von der Helle./ Mit angehenckten warnungen vnd Prophezeyen, D. Martin, Eisleben, 1564
- Martin Luther: Der Ander Teil/ Der Buecher/ Schrifften/ vnd/ Predigten des Ehrwirdigen Herrn/ D. Martin Luthers/..., Eisleben, 1565
- Martin Luther, Philipp Melanchthon: Tischreden, Eisleben, 1569
- Des Spangenbergischen Irrthumbs/ Von der Erbsünde..., Halle, 1576/1577 (Traktat)
- „Deß heyligen Catechismi oder Layen Bibel, nutz vnd hoheit. Auß den Geistreichen Büchern D. Martini Lutheri deß Manes Gottes, in Frage vnd Antwort verfasset durch M. Conradum Porta, Pfarrheren zu Eißleben. 8. zu Hall in Sachsen bey Urban Gaubisch. 1578.“
- Johann Gottlieb: Zwey Künstliche vnd Bestendige Buchhalten […] Weiland durch Johan Gottlieb zu Nürmbergk gestellet/ Vnd jtzo durch einen Liebhaber der Kunst/ für die Jugend zum besten/ wider in Druck verfertiget. Urban Gaubisch, Eisleben 1592 (Bayerische Staatsbibliothek, Signatur 2 Merc 11).
- Christoph Schleupner: Barsillai Octogenarius: Das ist: Von Barsillaj Achtzigjährigem Hochlöblichem Alter : Leichpredigt/ Bey Begräbnüß/ des ... Urban Gaubischen/ weyland Buchdruckers zu Eißleben/ Gottseligen: Welcher ... den II. Januarij ... Anno 1612 sanfft entschlaffen ..., Halle/Saale: Universitäts- und Landesbibliothek Sachsen-Anhalt, 1616